# Лореджа
Лореджа (итал. Loreggia) — коммуна в Италии, располагается в провинции Падуя области Венеция.
Население составляет 6316 человек (на 2004 г.), плотность населения составляет 303 чел./км². Занимает площадь 19 км². Почтовый индекс — 35010. Телефонный код — 049.
Покровителем населённого пункта считается святой Рох. Праздник ежегодно празднуется 16 августа.

## Города-побратимы
- Боргетто-ди-Борбера, Италия (2001)